# Emperor's Return
Emperor's Return – drugi minialbum szwajcarskiego zespołu metalowego Celtic Frost wydany 15 sierpnia 1985 roku przez Noise Records.

## Lista utworów
1. "Circle of the Tyrants" - 4:27
2. "Dethroned Emperor" - 4:38
3. "Morbid Tales" - 3:29
4. "Visual Aggression" - 4:11
5. "Suicidal Winds" - 4:36

## Twórcy
- Tom G. Warrior - gitary, wokal, efekty, produkcja
- Martin Ain - gitara basowa, basowe efekty, inżynieria dźwięku
- Reed St. Mark - perkusja